# Martin Serafimov
Martin Serafimov (mazedonisch Мартин Серафимов, * 3. März 2000 in Skopje) ist ein nordmazedonischer Handballspieler.

## Karriere

### Im Verein
Martin Serafimov spielte zunächst für RK Metalurg Skopje. Seit 2021 steht er im Kader von RK Alkaloid, mit dem er 2024 den Pokal gewann.

### In Auswahlmannschaften
Mit der Jugend-Nationalmannschaft belegte er den 13. Platz bei der U19-Weltmeisterschaft 2019. Mit 49 Toren wurde er Zweitbester Torschütze des Turniers.
Sein erstes Turnier mit der nordmazedonischen Nationalmannschaft war die Weltmeisterschaft 2019, wo sie den 15. Platz belegten. 2021 nahm  er erneut an der Weltmeisterschaft teil und belegte dort mit Mazedonien den 23. Platz. Bei der Europameisterschaft 2022 belegten sie den 22. Platz. 2022 stand er zudem im Kader für das Handballturnier bei den Mittelmeerspielen, wo sie den 4. Platz belegten. Im Turnier war er mit 25 Toren der Top-Scorer seines Teams. Bei der Weltmeisterschaft 2023 erzielte er 18 Tore in 7 Spielen. Bei der Weltmeisterschaft 2025 warf er 15 Tore in sechs Spielen und belegte mit dem Team den 15. Platz.